# بخش مونرو (شهرستان پری، اوهایو)
بخش مونرو (به انگلیسی: Monroe Township) یک منطقهٔ مسکونی در ایالات متحده آمریکا است که در شهرستان پری، اوهایو واقع شده‌است.
 بخش مونرو ۸۷٫۱ کیلومتر مربع مساحت و ۱٬۵۶۵ نفر جمعیت دارد و ۲۲۷ متر بالاتر از سطح دریا واقع شده‌است.